# 에밀리 크로스
에밀리 루스 크로스(영어: Emily Ruth Cross, 1986년 10월 15일~)는 미국의 전직 펜싱 선수로 주 종목은 플뢰레이다. 2008년 하계 올림픽에서 여자 플뢰레 단체전 은메달을 획득했다.